# Edward Czernik
Edward Czernik (ur. 25 września 1940 w Dublanach, zm. 31 maja 2023 w Zielonej Górze) – polski skoczek wzwyż, mistrz i rekordzista Polski, olimpijczyk.

## Życiorys
Urodził się 25 września 1940 w Dublanach, w rodzinie Józefa i Anieli Dubik. Ukończył Studium Nauczycielskie w Zielonej Górze, kierunek wychowanie plastyczne (1962) i WSWF w Poznaniu (1971). 
Nauczyciel wf, trener klasy mistrzowskiej (1986), m.in. kadry narodowej Polski w skoku wzwyż 1976–1980, w „Lubtourze” w Zielonej Górze 1980–1986 i od 1986 w Zjednoczonych Emiratach Arabskich – Dubaj.
Swoje wspomnienia sportowe opisał w książce pt. Przeskoczyłem siebie, wydanej w 1985 przez Lubuskie Towarzystwo Kulturalne.

## Kariera sportowa
28-krotny reprezentant Polski w meczach międzypaństwowych (1961–1969): 28 startów, 12 zwycięstw indywidualnych.
5-krotny mistrz Polski (1961, 1963, 1964, 1966, 1967).
7-krotny rekordzista Polski (od 2,08 w 1961 do 2,20 w 1964).
Halowy mistrz Finlandii z 1964.
Jako pierwszy Polak skoczył 2,20 m (30 lipca 1964 Hëssleholm, Szwecja).
Dotychczasowy rekordzista Polski skoku wzwyż stylem przerzutowym.
Zmarł 31 maja 2023 i został pochowany na Nowym Cmentarzu przy ul Wrocławskiej w Zielonej Górze (kwatera 8, rząd 2, grób 2).

## Kluby
- MKS Zryw Zielona Góra (1958–1959)
- Lechia Zielona Góra (1960–1962)
- Lumel Zielona Gora (1963–1969)

## Ordery i odznaczenia
- Krzyż Kawalerski Orderu Odrodzenia Polski
- Odznaka „Zasłużony Mistrz Sportu”
- Złoty Medal „Za Wybitne Osiągnięcia Sportowe”